# Гинес
Вижте пояснителната страница за други значения на Гинес.
Гинес (на английски: Guinness) е марка тъмна ирландска бира, собственост на компанията Diageo, която първоначално се произвежда от ирландската пивоварна Arthur Guinness Son & Co, основана през 1759 г. от Артър Гинес (Arthur Guinness). Бирата „Гинес“ е най-известната и популярна марка ирландска бира, един от символите на Ирландия и на Деня на свети Патрик.

## История
В края на 1759 г. 34-годишният ирландец Артър Гинес наема стара разнебитена пивоварна, намираща се на улица „Сейнт Джеймс“ в Дъблин, за 9000 години срещу годишен наем от 45 фунта. 10 години по късно – през 1769 г. пивоварната на Гинес успешно изнася бира за Англия.
Когато Артър Гинес започва бизнеса си в Ирландия, започва да вари първоначално светъл ейл, но след това постепенно започнал да експериментира с едно ново пиво, непознато дотогава в Ирландия. За приготвянето му се използва печен ечемик, който дава тъмен цвят на бирата. Тази бира била известна като портър, и получава името си от хамалите в Лондон, които основно я пиели. Портърът тогава се произвежда в Лондон и се внася в Ирландия, където заплашва местните производители. През 1770-те Артър Гинес започва да вари портър, което става бързо фирмен продукт на пивоварната; производството е толкова успешно, че през 1799 г. пивоварната спира да вари светъл ейл. Гинес обаче подобрил рецептата на портъра – прави по-силен и по-ароматен и успява да се наложи на местния пазар. Когато през 1803 г. Артър Гинес умира на 78-годишна възраст, оставя на жена си и децата си наследство от 25 хиляди фунта.
През 1820 г. прилагателното „стаут“ (як, здрав) е прибавено към съществителното „портър“, като названието на бирата. То постепенно се превръща в нарицателно за новия стил бира, както и самото фамилно име Гинес.
През 1825 г. „Гинес стаут“ вече се продава извън Британските острови, а през 1838 г. пивоварната „St. James’s Gate Brewery“ става най-голямата в Ирландия. През 1881 г. произведената бира надхвърляла 150 милиона литра годишно, а през 1914 г. пивоварната е най-голямата в света.
Артър Гинес основава династия, която контролира пивоварната в продължение на 227 години. Той полага усилия бизнесът да не свърши с него, като става баща на 21 деца, въпреки че само 10 от тях оживяват. От 1992 г. династията Гинес не участва пряко в управлението, но продължава да има значителни финансови интереси във фирмата.
Марката „Гинес“ е притежание на компанията Diageo, която контролира производството и на други известни продукти като водката „Смирноф“, уискито „Джони Уокър“ и „J & B“, рома „Капитан Морган“ и др. Тя продължава да развива търговската марка „Гинес“.

## Лого
Символът на Гинес“ е избран още през 1862 г. и представлява изображение на арфа, принадлежала на ирландския владетел Брайън Бору. По-късно инструментът се превръща в герб на популярния Тринити колидж, датиращ от XIV век и е използван за символ на Ирландия от властването на Хенри III през XVI в.
При създаването на новата ирландска република обаче Гинес има големи проблеми със задържането на логото. Правителството настоява да си върне символа, който вече се бил превърнал в синоним на популярната марка. Спорът е разрешен, след като пивоварната се съгласява да използва огледалния образ на арфата и да я обърне, за да я разграничи от националния герб на новата държава.

## Любопитни факти
Бирата „Гинес“ сега се смята за „черната перла“ сред тъмните бири. Всеки ден по света се изпиват по 10 милиона чаши. Всеки ден някъде по света се отваря по един нов ирландски пъб, който не може да мине без тъмната бира. Бирата „Гинес“ се произвежда в над 50 страни и се продава в повече от 150 държави. Годишно се изпиват почти 1 милиард литра.
„Гинес“ е една от малкото бири, които се считат за диетични. Бирата съдържа около 348 калории на литър, което е по-малко от същото количество обезмаслено мляко или портокалов сок.
Смята се, че бирата има най-добър вкус, когато се сервира хладка, а не студена. Трябва да се налива много бавно, а чашата да бъде поставена под ъгъл 45 градуса. Перфектната пинта трябва да има течност точно до ръба на чашата и да не прелива. Според популярна реклама на марката са необходими 119.6 секунди, за да налее една чаша „Гинес“.